# 1989 UV1
1989 UV1 är en asteroid i huvudbältet som upptäcktes den 29 oktober 1989 av den japanska astronomen Yoshiaki Oshima vid Gekko-observatoriet.
Asteroiden har en diameter på ungefär 11 kilometer.